# Cycas distans
Cycas distans — вид саговників, ендемічний для Квінсленда, Австралія. Мешкає в саванах. Він розділений на дві субпопуляції, і в субпопуляціях дуже мало насіннєвих і молодих рослин. Також можливо, що буде виявлено більше субпопуляцій. Вважається, що сьогодні вижило лише ≈ 1000–1500 особин.